# Uta Abe
Uta Abe (japanisch 阿部詩 Abe Uta; * 14. Juli 2000 in Kōbe) ist eine japanische Judoka. Sie war 2018, 2019, 2022, 2023 und 2025 Weltmeisterin. 2020 gewann sie Gold bei den Olympischen Spielen in der Klasse bis 52 kg.

## Sportliche Karriere
Uta Abe kämpft im Halbleichtgewicht, der Gewichtsklasse bis 52 Kilogramm. 2016 belegte sie beim Grand-Slam-Turnier in Tokio den zweiten Platz hinter Natsumi Tsunoda. Im Februar 2017 stellte sie einen Rekord auf, als sie mit 16 Jahren beim Grand Prix von Düsseldorf die jüngste Judoka wurde, die je einen Grand-Prix-Titel gewonnen hat.
2017 siegte sie bei den U21-Weltmeisterschaften in Zagreb. Ende 2017 gewann sie das Grand-Slam-Turnier in Tokio, Anfang 2018 siegte sie auch beim Grand-Slam-Turnier in Paris. Bei den Weltmeisterschaften 2018 in Baku bezwang sie im Halbfinale die Französin Amandine Buchard und im Finale ihre Landsfrau Ai Shishime. Ende 2018 siegte sie beim Grand-Slam-Turnier in Osaka. Im August 2019 bei den Weltmeisterschaften in Tokio gewann Uta Abe im Halbfinale gegen Majlinda Kelmendi aus dem Kosovo, im Finale bezwang sie die Russin Natalja Kusjutina. Im Finale der Olympischen Spiele in Tokio besiegte sie die Französin Amandine Buchard. Im Mixed-Mannschaftswettbewerb gewann die japanische Mannschaft die Silbermedaille hinter Frankreich. 2022 siegte Uta Abe bei den Weltmeisterschaften in Taschkent, wobei sie im Finale die Britin Chelsie Giles bezwang. Auch 2023 wurde sie Weltmeisterin.
Uta Abe ist die Schwester von Hifumi Abe. Bei den Weltmeisterschaften 2018 waren die beiden das erste Geschwisterpaar, das am gleichen Tag einen Einzelweltmeister-Titel erkämpfte. Beide nahmen an den Olympischen Spielen von Tokio teil und gewannen am 25. Juli 2021 als erstes Geschwisterpaar in derselben Sportart eine olympische Goldmedaille.
Bei den Olympischen Spielen 2024 in Paris ging Abe als Favoritin an den Start, schied jedoch bereits im Achtelfinale gegen die Usbekin und spätere Olympiasiegerin Diyora Keldiyorova aus.